# Mammillaria schiedeana

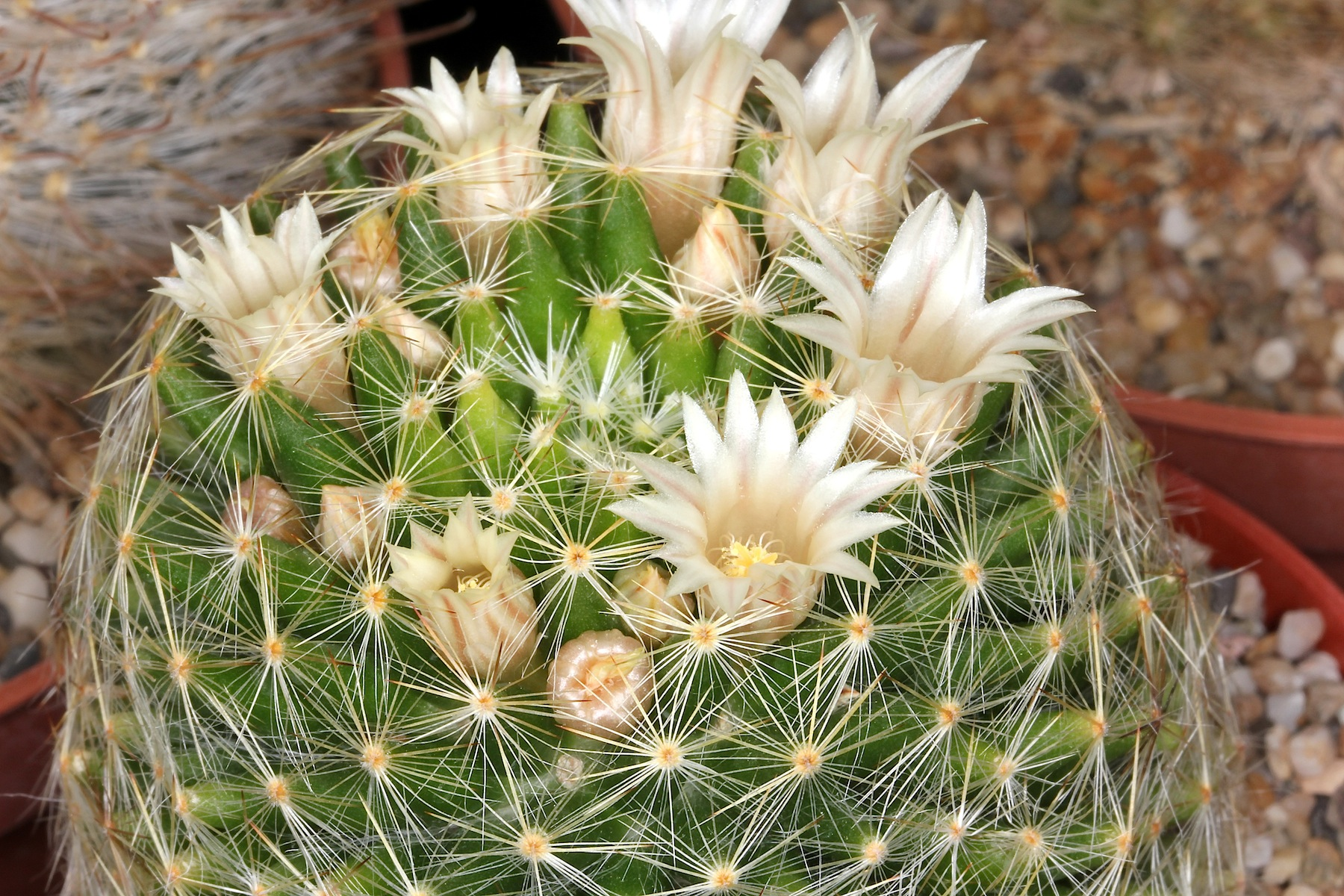
Mammillaria schiedeana subsp. dumetorum

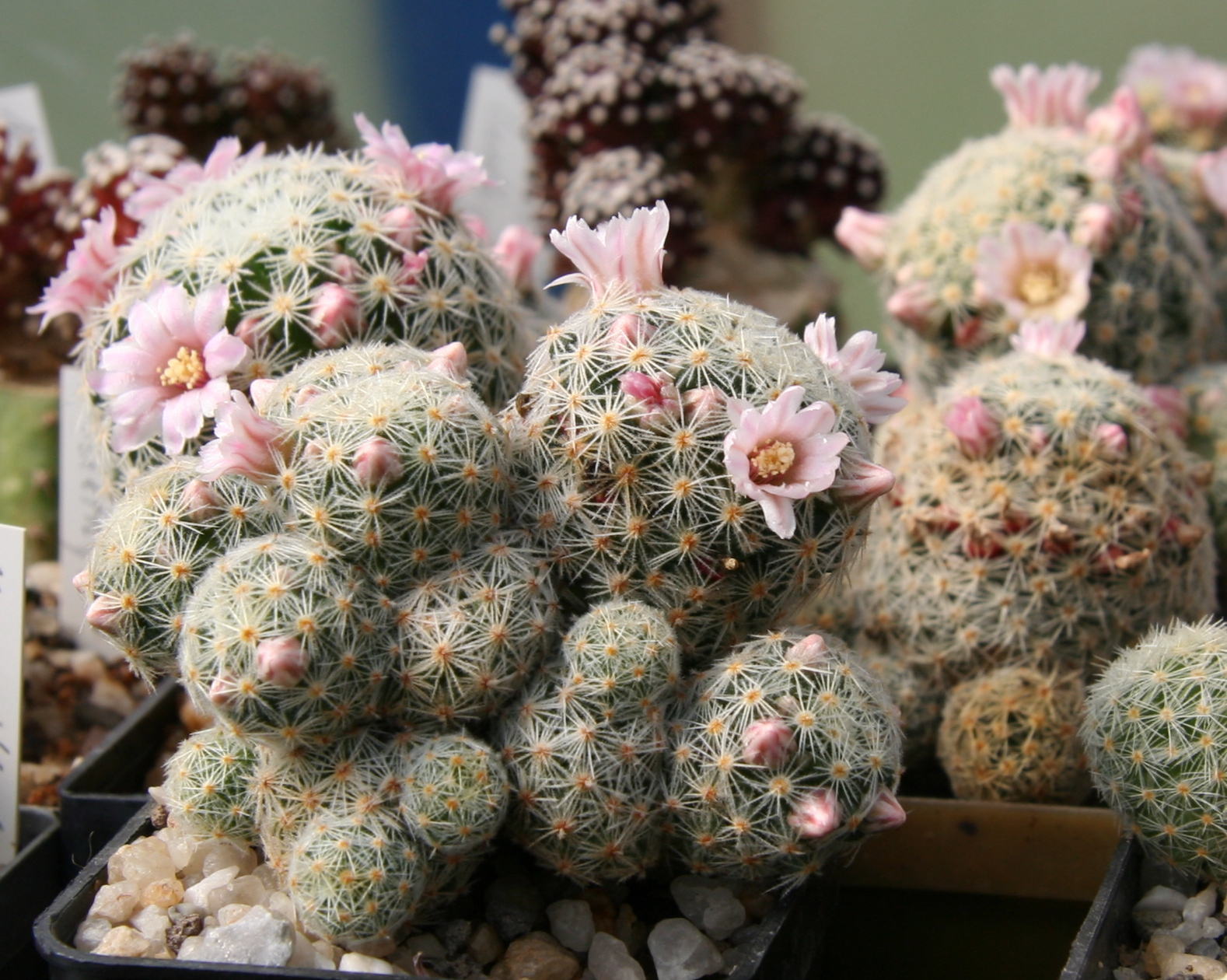
Mammillaria schiedeana subsp. gisela

Mammillaria schiedeana ist eine Pflanzenart aus der Gattung Mammillaria in der Familie der Kakteengewächse (Cactaceae). Das Artepitheton ehrt den deutschen Arzt Christian Julius Wilhelm Schiede, einem Freund Carl August Ehrenbergs, der gemeinsam mit dem Gärtner Ferdinand Deppe Mexiko als Pflanzensammler durchstreifte. Er ist zugleich der Entdecker der Art.

## Beschreibung
Mammillaria schiedeana wächst meist Gruppen bildend mit rübigen Wurzeln. Die dunkelgrünen, abgeflachten Triebe sind kugelig geformt und 5 bis 10 Zentimeter hoch und 1,5 bis 6 Zentimeter im Durchmesser groß. Die Warzen sind zylindrisch geformt und zur Spitze hin etwas verjüngt. Sie enthalten keinen Milchsaft. Die Axillen sind mit weißen wolligen über die Warzen hinaus verlängerten Haaren besetzt oder sie sind nackt. Mitteldornen fehlen vollständig. Die bis zu 120 Randdornen sind sehr zahlreich. Sie sind strahlenförmig in mehreren Reihen angeordnet, etwas flaumhaarig und weiß mit gelblicher Basis bei einer Länge von 6 Millimeter.
Die Blüten sind weiß bis hellrosa und 1,2 bis 1,8 Zentimeter lang. Die Früchte sind orangerot bis leuchtend karminrot oder auch bis weißlich. Sie enthalten schwarze Samen.

## Verbreitung, Systematik und Gefährdung
Mammillaria schiedeana ist in den mexikanischen Bundesstaaten Tamaulipas, Hidalgo, Guanajuato, Querétaro und San Luis Potosí verbreitet.
Die Erstbeschreibung erfolgte 1838 durch Carl August Ehrenberg. Nomenklatorische Synonyme sind Cactus schiedeanus (Ehrenb.) Kuntze (1891), Neomammillaria schiedeana (Ehrenb.) Britton & Rose (1923), Chilita schiedeana (Ehrenb.) Orcutt (1926), Ebnerella schiedeana (Ehrenb.) Buxb. (1951) und Escobariopsis schiedeana (Ehrenb.) Doweld (2000).
Es werden folgende Unterarten unterschieden:
- Mammillaria schiedeana subsp. schiedeana:
Die Triebe der Nominatform sind bis zu 4 Zentimeter im Durchmesser groß. Sie hat 70 bis 120 Randdornen, die in mehreren Reihen angeordnet sind.
- Mammillaria schiedeana subsp. dumetorum (J.A.Purpus) D.R.Hunt:
Die Erstbeschreibung erfolgte 1912 als Mammillaria dumetorum durch Josef Anton Purpus.[3] David Richard Hunt stellte die Art 1997 als Unterart zu Mammillaria schiedeana.[4] Die Triebe der Unterart sind 2,5 bis 7,5 Zentimeter im Durchmesser groß. Sie hat 30 bis 40 Randdornen.
- Mammillaria schiedeana subsp. gisela (Mart.-Aval. & Glass) Lüthy:
Die Erstbeschreibung erfolgte 1997 als Mammillaria gisela durch José Guadalupe Martínez-Avalos und Charles Edward Glass.[5] Jonas Martin Lüthy stellte die Art 1998 als Unterart zu Mammillaria schiedeana.[6] Die Triebe der Unterart sind 1,5 bis 4 Zentimeter im Durchmesser groß. Sie hat 16 bis 26 Randdornen, die in zwei Reihen angeordnet sind.

In der Roten Liste gefährdeter Arten der IUCN wird die Art als „Vulnerable (VU)“, d. h. als gefährdet geführt.

## Nachweise